# Fred E. Ahlert

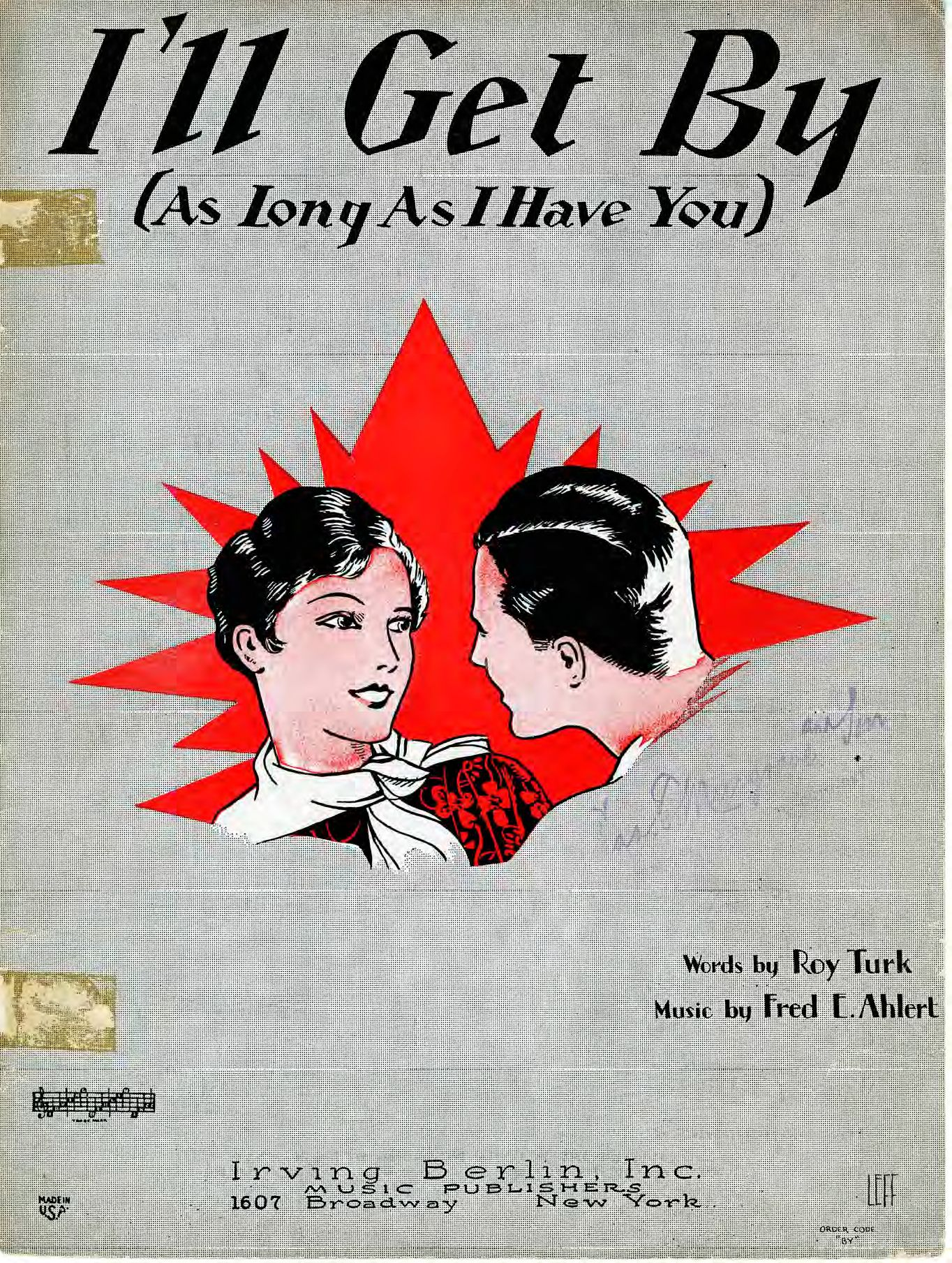
Portada de la partitura de la canción I'll Get By (As Long As I Have You) de 1928

Fred E. Ahlert (19 de septiembre de 1892-20 de octubre de 1953) fue un compositor y escritor de canciones estadounidense, su familia de origen judío. Sus canciones han sido grabadas por numerosos artistas, entre ellos Louis Armstrong, Nat King Cole, Ella Fitzgerald, Frank Sinatra, y Fats Waller. Ahlert trabajó frecuentemente con el letrista Roy Turk, pero también ocasionalmente con otros como Joe Young y Edgar Leslie.
Nació, vivió y murió en Nueva York.
Entre sus composiciones destacan:
- "I Don’t Know Why (I Just Do)"
- "I’ll Get By (As Long As I Have You)"
- "I'm Gonna Sit Right Down and Write Myself a Letter" (with Joe Young)
- "Love, You Funny Thing!"
- "Mean to Me"
- "Walkin' My Baby Back Home"
- "Where The Blue Of the Night (Meets the Gold of the Day)"